# Pottery Addition (Ohio)
Pottery Addition é um lugar designado pelo censo localizado no condado de Jefferson no estado estadounidense de Ohio. No Censo de 2010 tinha uma população de 293 habitantes e uma densidade populacional de 103,5 pessoas por km².

## Geografia
Pottery Addition encontra-se localizado nas coordenadas 40° 24′ 09″ N, 80° 37′ 28″ O. Segundo o Departamento do Censo dos Estados Unidos, Pottery Addition tem uma superfície total de 2.83 km², da qual 2.35 km² correspondem a terra firme e (16.93%) 0.48 km² é água.

## Demografia
Segundo o censo de 2010, tinha 293 pessoas residindo em Pottery Addition. A densidade populacional era de 103,5 hab./km². Dos 293 habitantes, Pottery Addition estava composto pelo 99.32% brancos, 0.68% eram afroamericanos, 0% eram amerindios, 0% eram asiáticos, 0% eram insulares do Pacífico, 0% eram de outras raças e 0% pertenciam a duas ou mais raças. Do total da população 0.34% eram hispanos ou latinos de qualquer raça.